# «Мерседес» втікає від погоні
«„Мерседес“ втікає від погоні» (рос. «„Мерседес“ уходит от погони») — український радянський пригодницький воєнний фільм Юрія Ляшенка 1980 року. Знятий російською мовою.
Фільм вийшов у прокат в УРСР у 1980 році з українським дубляжем від Кіностудії Довженка.

## Сюжет фільму
Друга світова війна, 1944 рік. Фронт стабілізується в районі Берегового. Радянська авіація марно намагається визначити розташування військ противника. Льотчики зіштовхуються із сильним протиборством з боку німців. Тим часом командування вимагає надати точні дані, адже за попередніми оцінками нацисти готуються завдати контрудару. Тоді полковник Юрій Нікітін доручає капітану Володимиру Локтєву, командиру розвідгрупи, здійснити рейд по ворожому тилу, щоб встановити склад, чисельність і озброєння німецьких частин. Разом із ним відправляється також і лейтенант Олександр Єрмоленко, для якого це завдання стає бойовим хрещенням. Раніше він служив у штабі, де його відмінне знання німецької мови використовувалось для допиту полонених офіцерів. Розвідники наважуються на сміливий і зухвалий крок — видати себе за ворожий армійський конвой, для чого вони беруть з собою трофейну техніку: офіцерський легковий автомобіль «Мерседес» і вантажівку «Опель».

## У ролях
| Актор               | Роль                           |
| ------------------- | ------------------------------ |
| Герман Юшко         | капітан Володимир Локтєв       |
| Михайло Голубович   | шофер Василь Головін           |
| Анатолій Рудаков    | радист Леонід Михайлов         |
| Ігор Ліванов        | перекладач Олександр Єрмоленко |
| Анатолій Барчук     | Бордзій                        |
| Борис Юрченко       | Компанієць                     |
| Вілорій Пащенко     | Шалейкіс                       |
| Олексій Горячев     | Дудар                          |
| Юрія Мацарев        | полковник Нікітін              |
| Хейно Мандрі        | полковник Абт                  |
| Рейн Коткас         | артист Ділер                   |
| Арніс Ліцитіс       | лейтенант Шульте               |
| Яніс Мелдеріс       | майор Дітріх                   |
| Борис Болдиревський | механік літака                 |
| Юрій Мисенков       | ад'ютант Нікітіна              |
| Маргарита Кошелєва  | Меланья                        |
| Михайло Ігнатов     | німець                         |
| Віктор Павловський  | шофер Шульте                   |
| Людмила Чиншева     | Люся                           |
| Леонід Яновський    | підполковник                   |
| Микола Савіцький    | унтер-офіцер Бляйхер           |

## Знімальна група
- Режисер: Юрій Ляшенко
- Сценаристи: Андрій Локотош, Ігор Шевцов
- Оператор: Микола Журавльов
- Композитор: Євген Дога

## Саундтрек
Під кінець фільму звучить фрагмент пісні «Він не повернувся із бою» у виконанні Володимира Висоцького.

## Помилки у фільмі
- Як німецькі машини використовуються Урал-375 і ГАЗ-66, які випускалися у 1960-х — 1990-х роках.
- Перші купальники «бікіні» з'явилися лише у 1946 році.
- Німці їздять на мотоциклах марки К-750 і К-650, які з'явилися, відповідно, у 1958 та 1967 роках.
- 116 мотодивізії у Вермахті не існувало. Була 116-та танкова дивізія, однак вона воювала лише на Західному фронті.
- Трьохосні бронеавтомобілі (знімалися радянські повоєнні БТР-152) зустрічалися доволі рідко. В усьому Вермахті було лише 10 таких машин Sd.Kfz.247 Ausf.A, які не мали штатного озброєння і використовувались лише у розвідпідрозділах.
- Головні герої використовують німецьку форму, зафарбовану в радянський камуфляж «Срібний лист» зразка 1957 року.